# Chrysococcyx
Chrysococcyx Boie, 1826 è un genere di uccelli cuculiformi della famiglia Cuculidae.

## Tassonomia
Questo genere è suddiviso in 13 specie:
- Chrysococcyx maculatus (Gmelin, 1788) - cuculo smeraldino asiatico
- Chrysococcyx xanthorhynchus (Horsfield, 1821) - cuculo violetto
- Chrysococcyx caprius (Boddaert, 1783) - cuculo dorato o cuculo didric
- Chrysococcyx klaas (Stephens, 1815) - cuculo dorato di Klaas
- Chrysococcyx flavigularis Shelley, 1880 - cuculo dorato golagialla
- Chrysococcyx cupreus (Shaw, 1792) - cuculo smeraldino africano
- Chrysococcyx megarhynchus (Gray, 1858) - cuculo beccolungo
- Chrysococcyx basalis (Horsfield, 1821) - cuculo bronzeo di Horsfield
- Chrysococcyx osculans (Gould, 1847) - cuculo guancenere o cuculo orecchienere
- Chrysococcyx ruficollis (Salvadori, 1876) - cuculo bronzeo golarossiccia
- Chrysococcyx lucidus (Gmelin, 1788) - cuculo bronzeo splendente
- Chrysococcyx meyerii Salvadori, 1874 - cuculo bronzeo guancebianche o cuculo bronzeo di Meyer
- Chrysococcyx minutillus Gould, 1859 - cuculo bronzeo minore

In passato erano riconosciute anche le seguenti specie, in atto considerate sottospecie di Chrysococcyx minutillus:
- Chrysococcyx crassirostris = Chrysococcyx minutillus crassirostris
- Chrysococcyx rufomerus = Chrysococcyx minutillus rufomerus
- Chrysococcyx russatus = Chrysococcyx minutillus russatus